# 御前山 (東京都)
御前山（ごぜんやま）は、東京都西多摩郡奥多摩町、檜原村の境界、奥多摩山域にある標高1405mの山。

## 概要
多摩川の南岸にある大岳山、御前山、三頭山を奥多摩三山と呼ぶ。
2016年（平成28年）に山の日の制定を記念して山頂に標石が設置された。
奥多摩湖南岸、奥多摩主脈の中心に聳える山。遠くから見た山容・姿が美しい。カタクリの自生地。田中澄江の著作「花の百名山」に春のカタクリの花の名所として取り上げられている。カラマツが黄葉する秋、山頂一帯は黄金色に染まる。南の檜原村側は特に植林が多い。山頂は広いが、眺望はあまりない。対岸に石尾根が位置する。小河内ダム堰堤に、登山道のひとつ大ブナ尾根の入り口がある。道中、奥多摩湖を南東から見下ろせる。また、奥多摩都民の森（通称、体験の森）が北側斜面にある。
東京都の奥多摩山域の代表的な山の一つで、多摩百山に選ばれている。

## 周辺にある小屋
- 御前山避難小屋 - 水場は都山岳連盟の調査で大腸菌が確認されているため、煮沸して利用のこと[3]。

## 隣接する山など
- 鋸尾根
- 大ブナ尾根
- 惣岳山（そうがくさん）- 標高1341m。御前山の支峰。
- 小河内峠

## ギャラリー

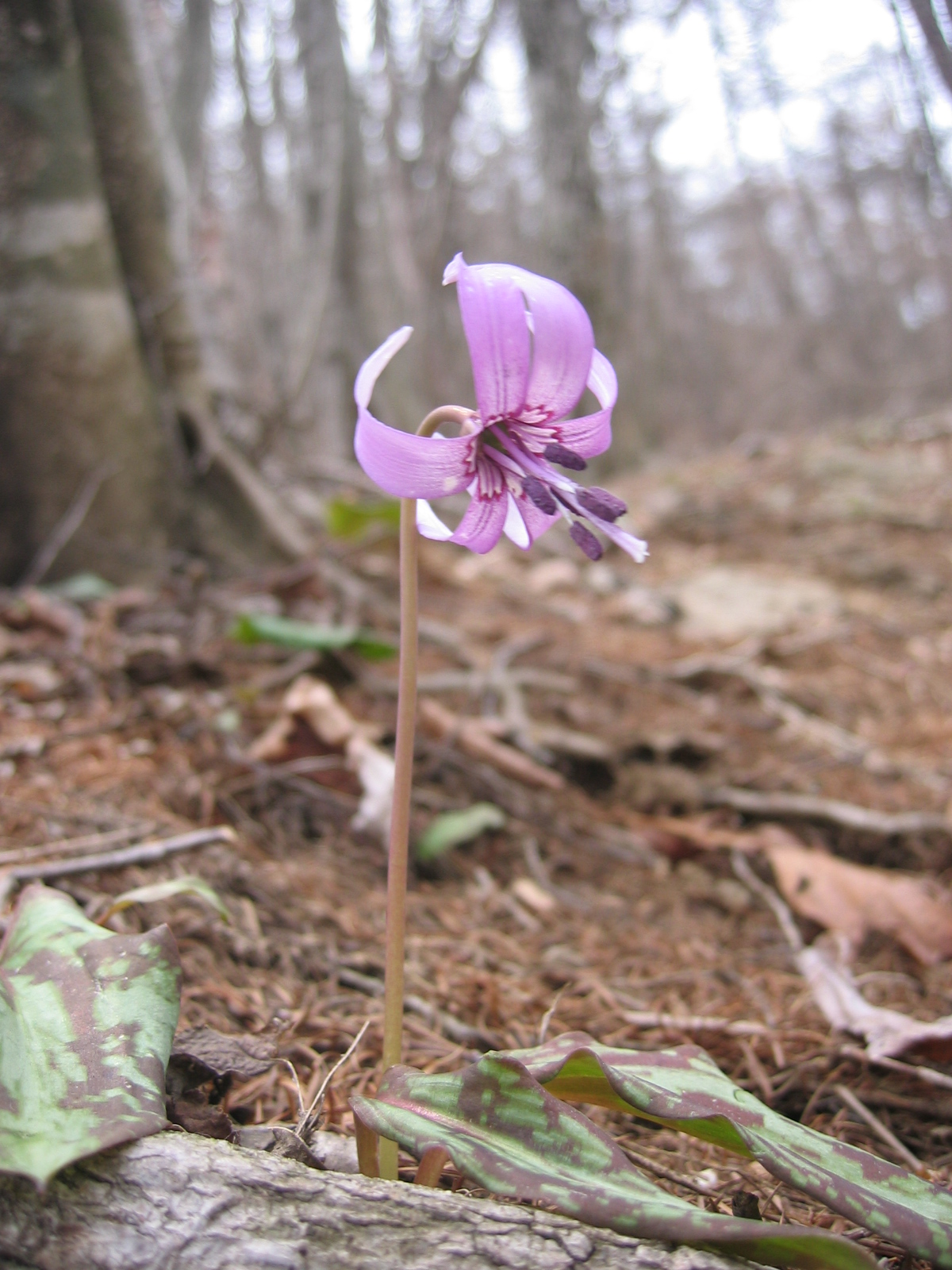
御前山に自生するカタクリ
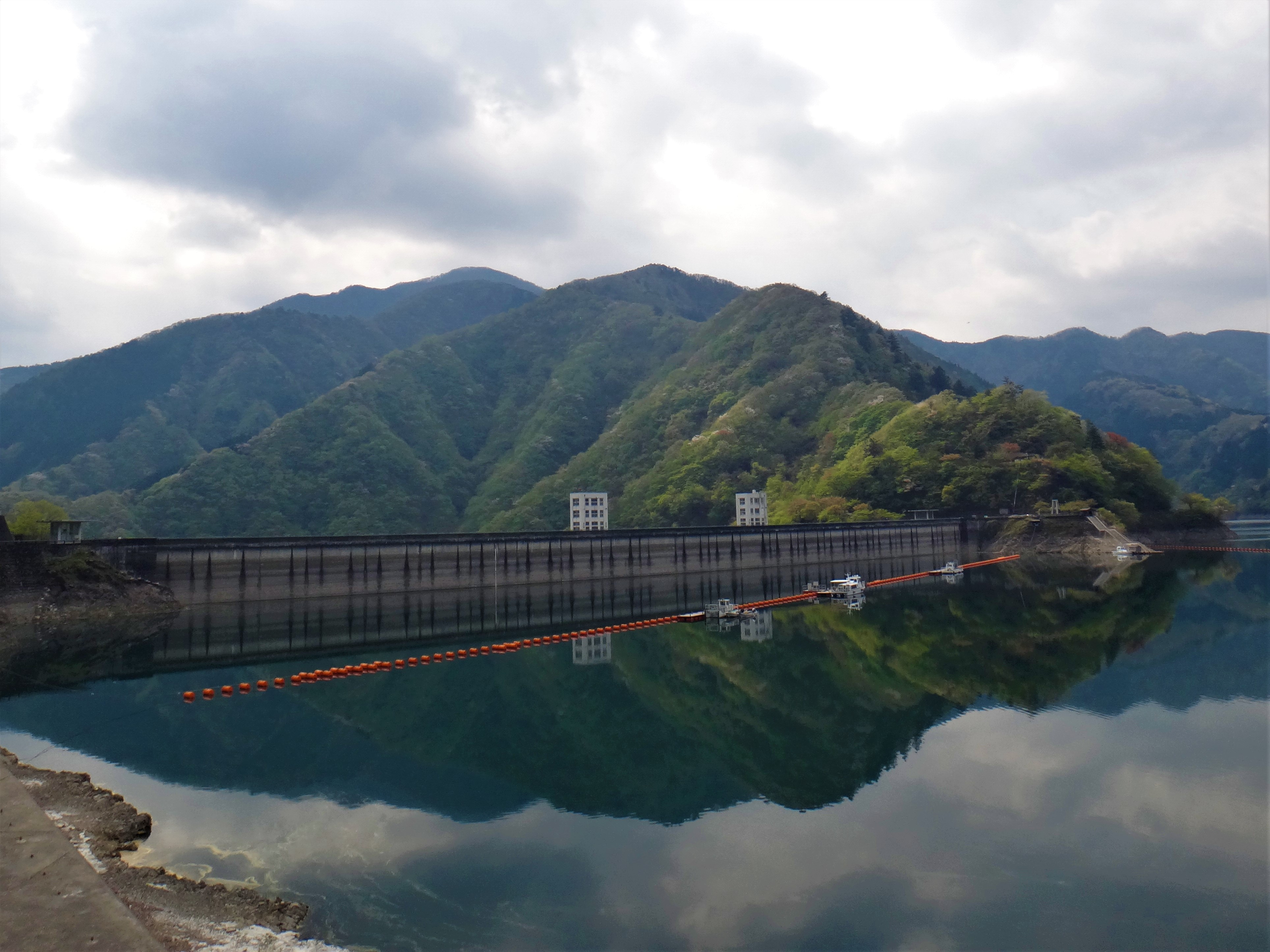
奥多摩湖から御前山を望む
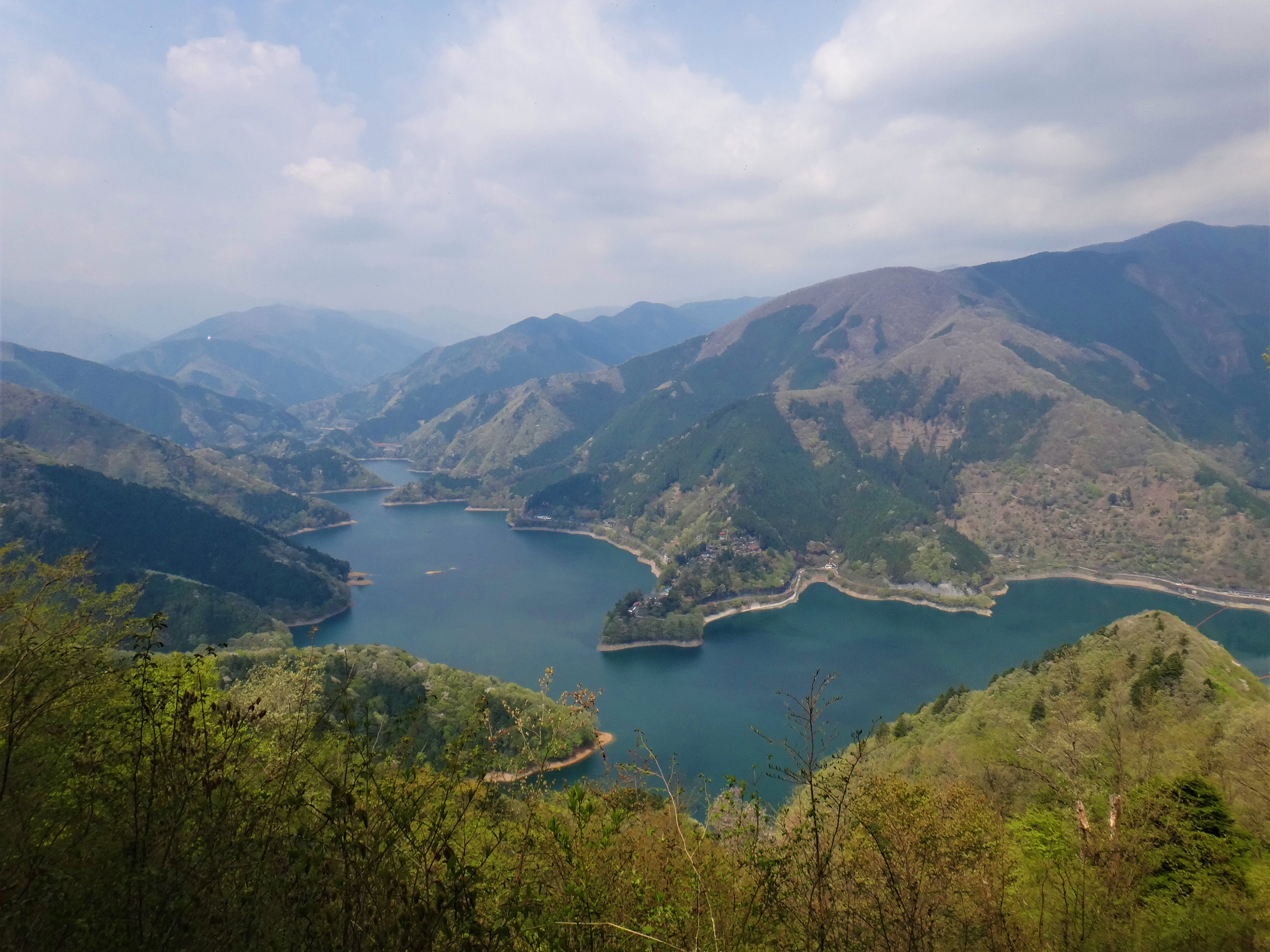
サス沢山から奥多摩湖を望む
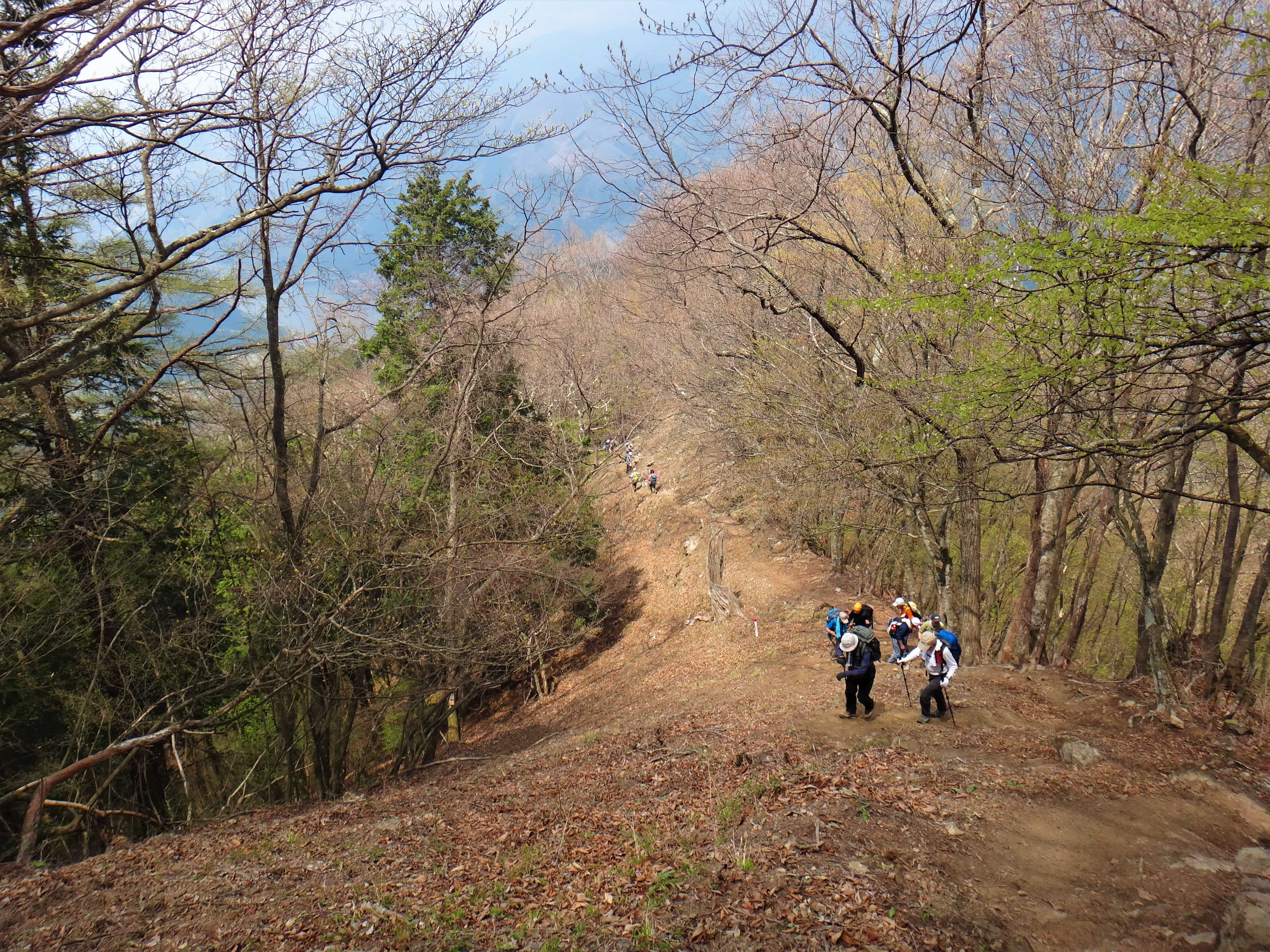
奥多摩三大急登の一つと言われる大ブナ尾根
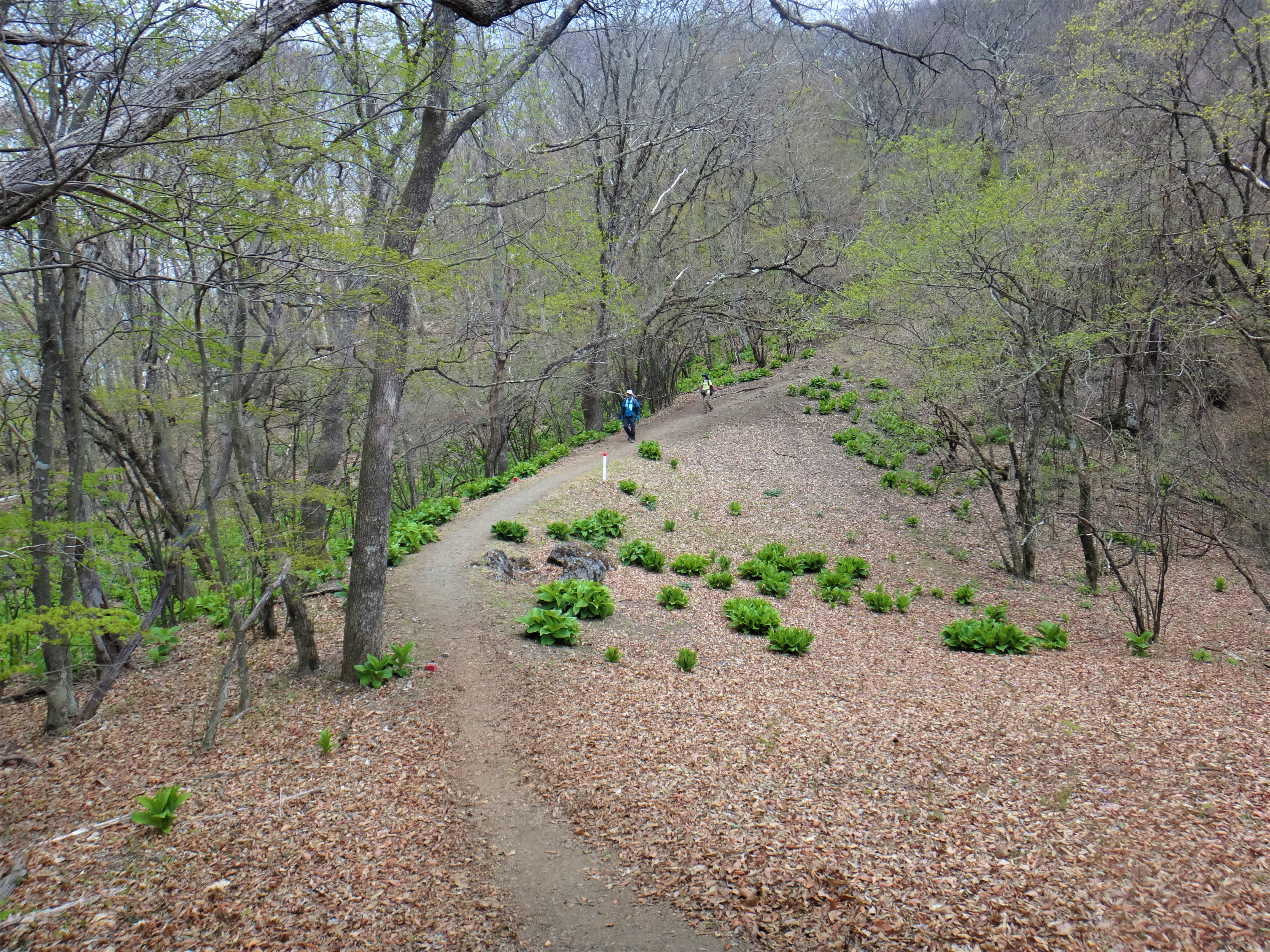
大ブナ尾根のコバイケイソウ
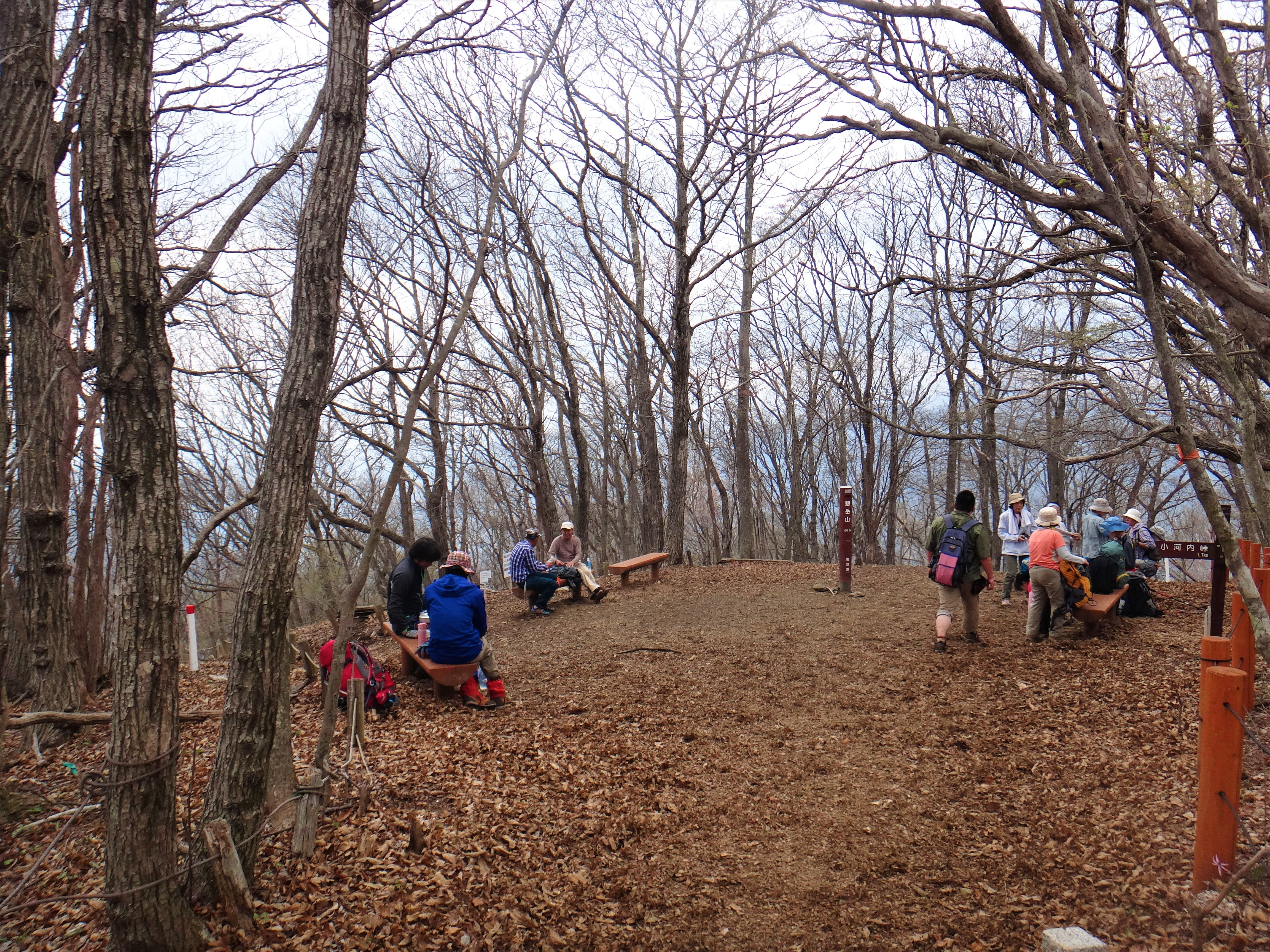
御前山前衛峰の惣岳山
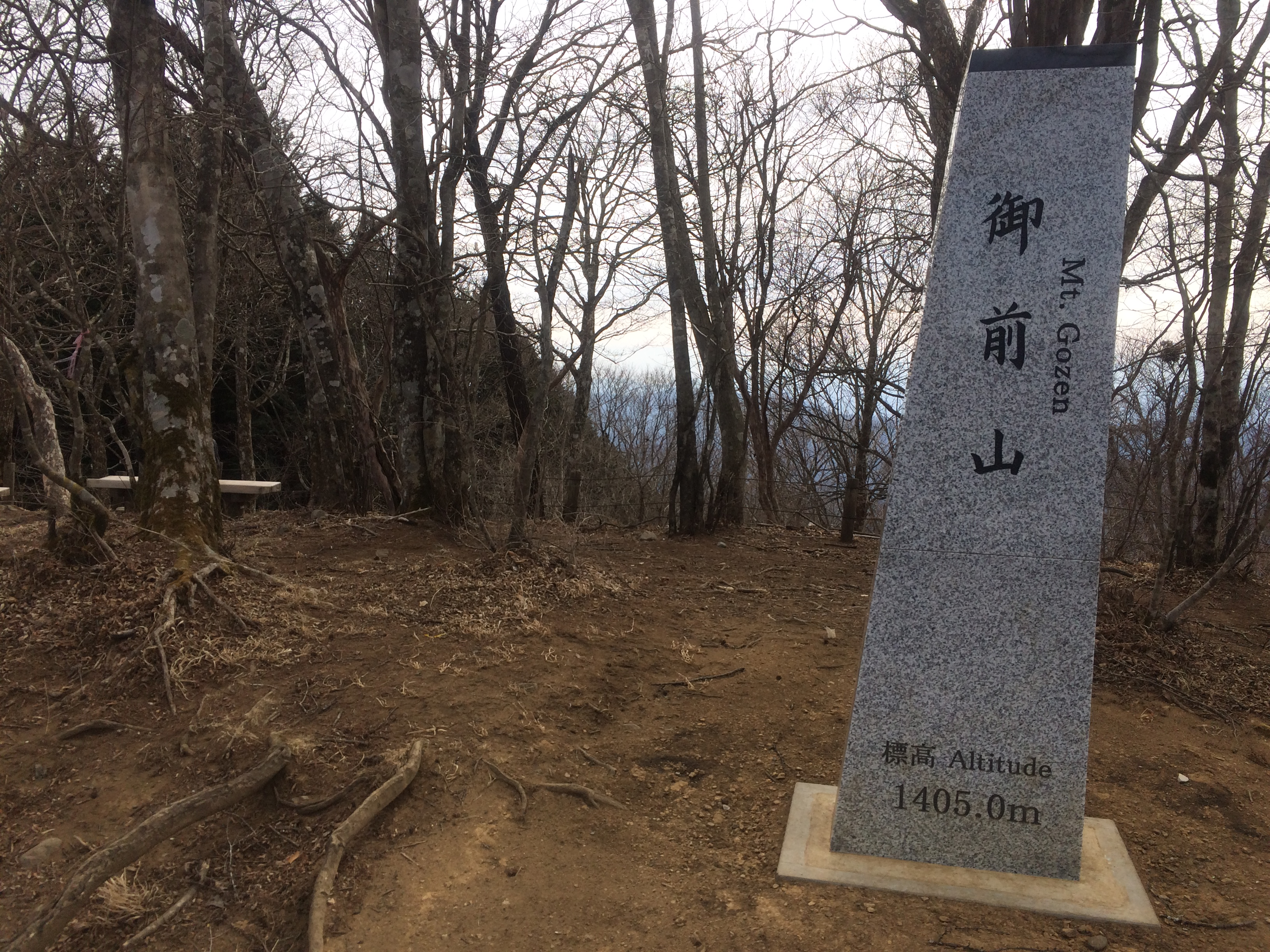
御前山山頂
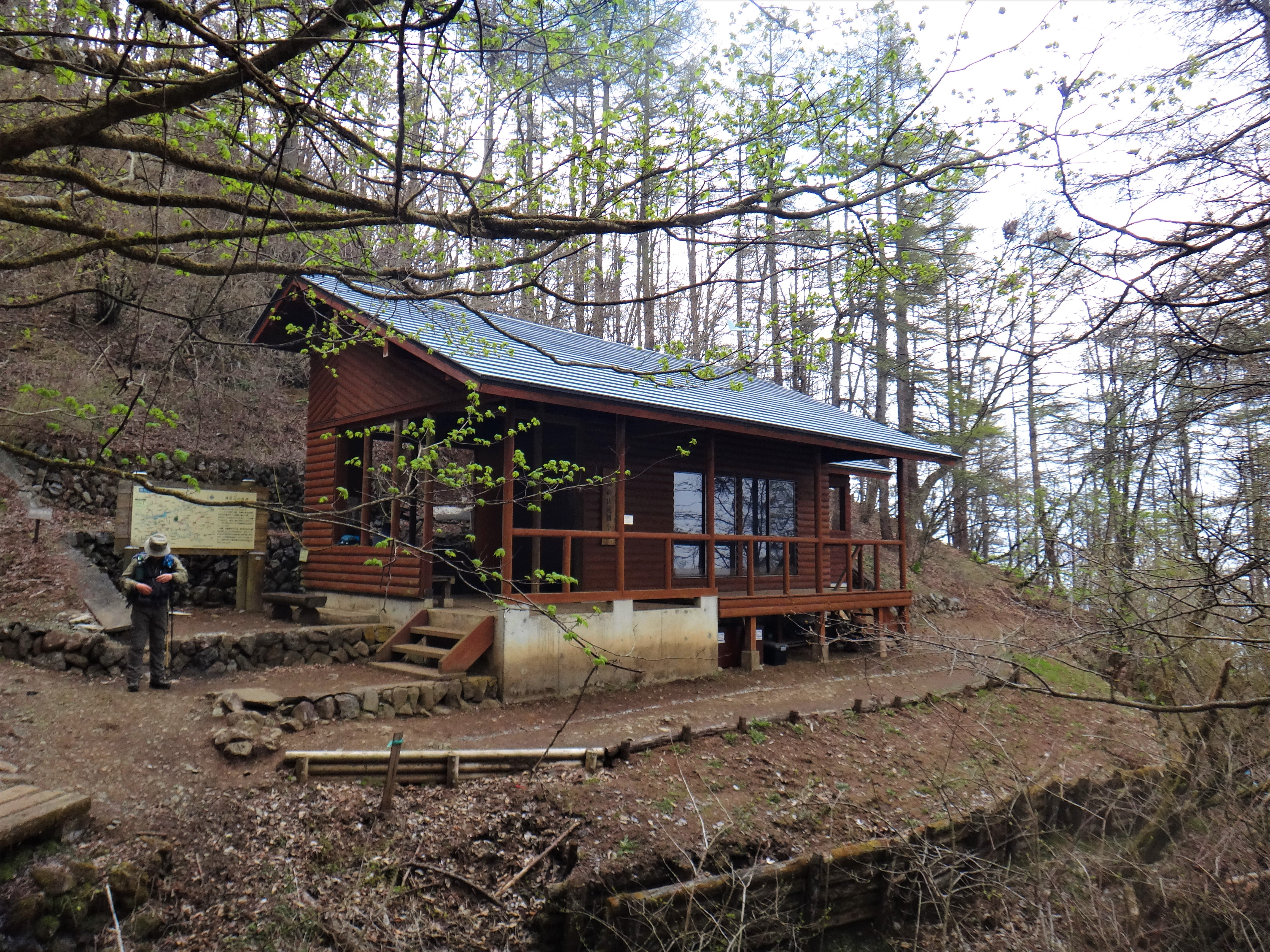
御前山避難小屋
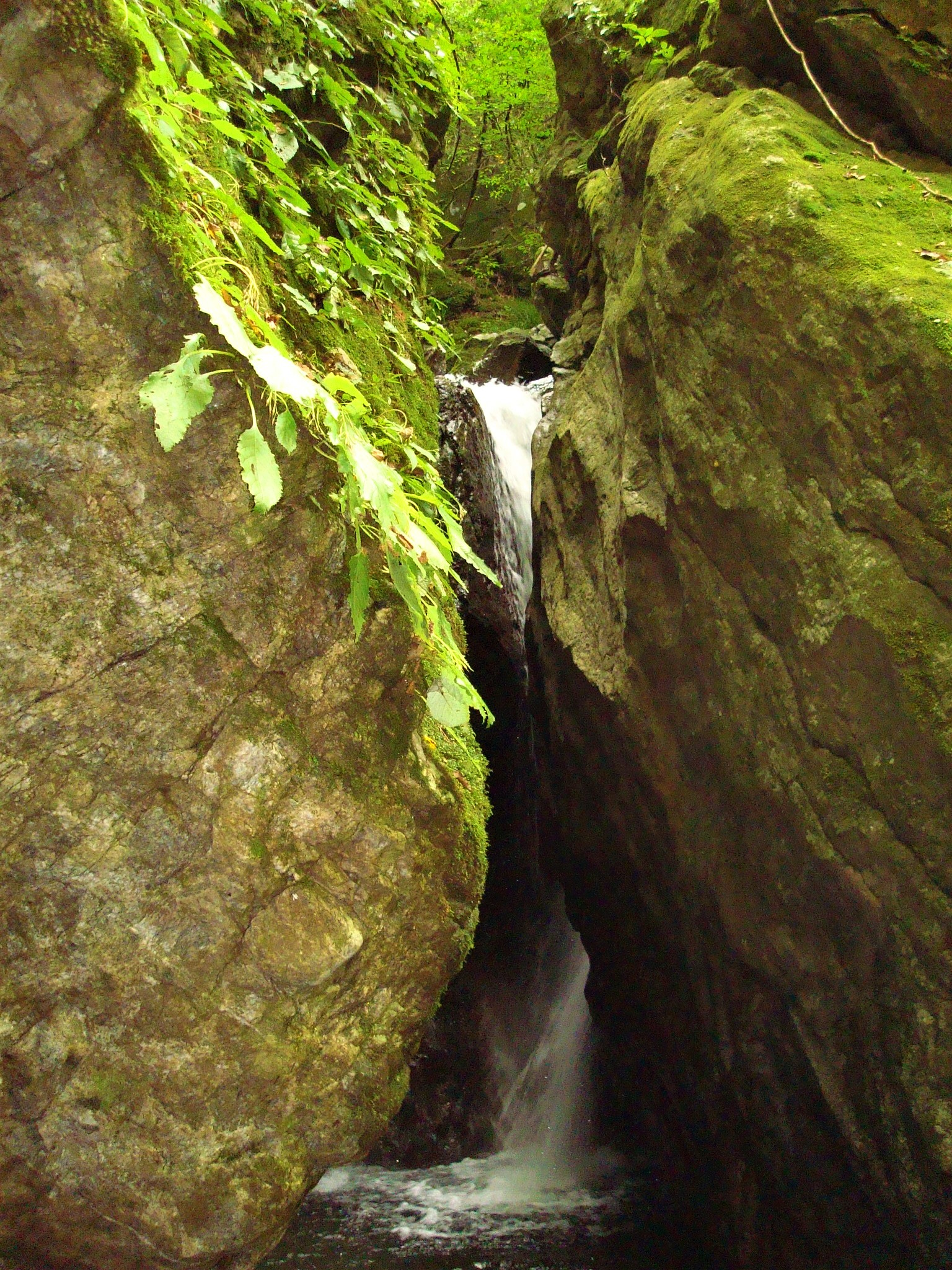
栃寄ノ大滝